# 二重疏洪道
二重疏洪道位於臺灣新北市，是一條長約7.7公里、寬450至700公尺，面積約424公頃的排洪道，左右堤岸與新北市的五股區、新莊區、三重區、蘆洲區相鄰，為「大臺北防洪計劃」之一環。設計之初主要用於防洪，由於佔地廣闊，後來延伸兼具休閒和保育的功能。

## 歷史

### 背景
1963年，葛樂禮颱風造成台北淹水，當時中華民國政府認為是因為淡水河河道在關渡附近太窄影響排水，於是在1964年爆破淡水河在台北盆地出口最窄處的獅子頭隘口天然屏障「鳥踏石」，結果適得其反，原本每個月只要防堵兩次大潮，後來變成海水天天倒灌，導致原為良田的塭子川河口一帶土質鹽化，無法種植。

### 建設
1973年，經濟部水資源局統一規劃委員會提出「台北地區防洪計劃建議方案」，修建沿河堤防及開闢二重疏洪道，但因經費龐大財政困難而擱置。1979年，行政院會議決議辦理台北地區防洪計劃，時程分為三期，內含堤防工程、排水工程及橋樑工程。二重疏洪道於1979年奉行政院核定《第1期防洪計劃》，於1982年開始實施，並於1984年完成，主要開闢長達7.7公里的二重疏洪道，及興建低堤及排水工程以保護三重、蘆洲、淡水河右岸及基隆河左岸。

### 抗爭
1984年，中央政府徵收洲仔尾（五股鄉洲後村、竹華兩村和更寮村的部分土地）為洩洪區而廢村，後開闢疏洪道。當時中央政府強制洲仔尾居民搬遷，居民雖然極力抗爭，但是最後還是被遷至蘆洲灰磘重劃區，今蘆洲忠義廟即是從洲仔尾遷建。

### 後續
第2期防洪計劃從1985年至1987年，為加高堤防高度，使之達到200年洪水頻率。第3期防洪計劃於1990年開始，於1996年完成。保護範圍包括新莊、五股、三重、蘆洲、泰山等地區。
2002年，由二重疏洪道生態保護聯盟著手推廣與保育五股濕地，2004年起台北縣政府交由荒野保護協會認養三年，並成立「五股亞態生態園區」。

## 生態環境

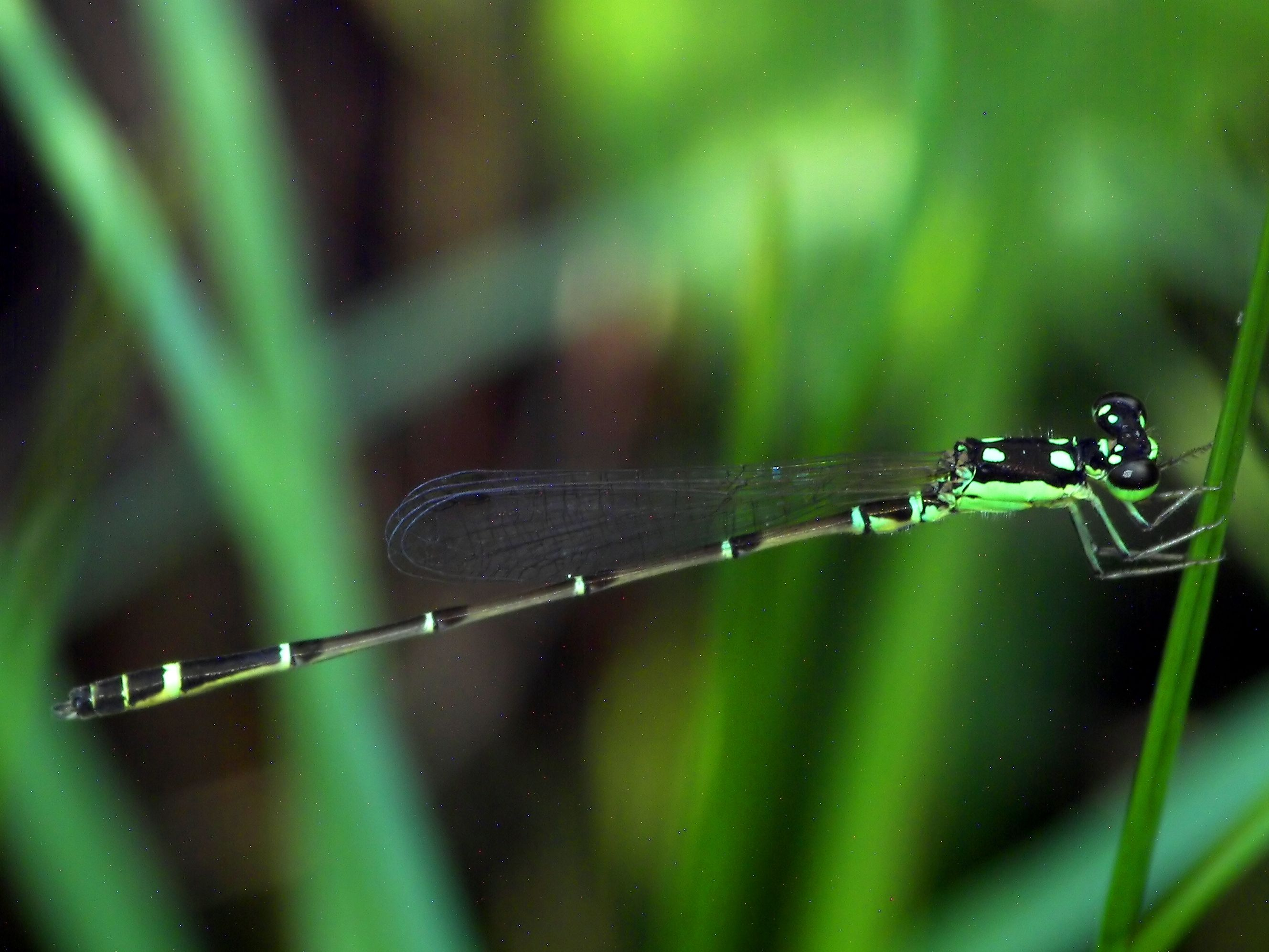
四斑細蟌

二重疏洪道北側之溼地為瀕臨絕種四斑細蟌之棲地，北方連接關渡自然公園，南方臨華江雁鴨公園。

### 保育物種[4]
- 四斑細蟌（英语：Mortonagrion hirose）
- 黑面琵鷺（Platalea minor）
- 黑鳶
- 遊隼

### 水質
二重疏洪道之水源為鄰近區域所排放流入，多為住宅區及工業區多。據水利署2012年4月統計，新北市普及率為45.99％，可知有大量生活廢水流入疏洪道內。加上時有工廠排放汙水，流經水域之植物枯萎，嚴重影響生態機能。2010年郭正翔、石柏岡、張文亮，調查研究二重疏洪道水質顯示，檢測點於疏洪三路與疏洪八路交界之處，依水質之河川污染指標（RPI），汙染物之成分項目溶氧量（DO）、生化需氧量（BOD）、懸浮固體（SS）、氨氮（NH3-N）轉換（RPI）點數，檢測得到數據的點數為6.5，屬嚴重污染等級。進而影響政府所做的淨水型溼地，使其效用無法達成生態永續保存之終極目標。

## 特色

### 新北大都會公園
二重疏洪道實施綠化、美化工程，以休閒運動方向為主，生態為輔。疏洪道週遭的設備有腳踏車道、棒球場、籃球場、溜冰場等，公園設施則有野花公園、荷花公園、陽光運河、微風運河等，新北大橋為最新地標。

## 公共設施

### 橋樑
（由上游往下游）
- 新北大橋
- 重新大橋
- 辰光橋
- 中山大橋
- 桃園國際機場捷運跨越橋
- 中山高速公路洩洪橋
- 永安大橋
- 成蘆大橋

台64線經過二重疏洪道西側堤防全線。

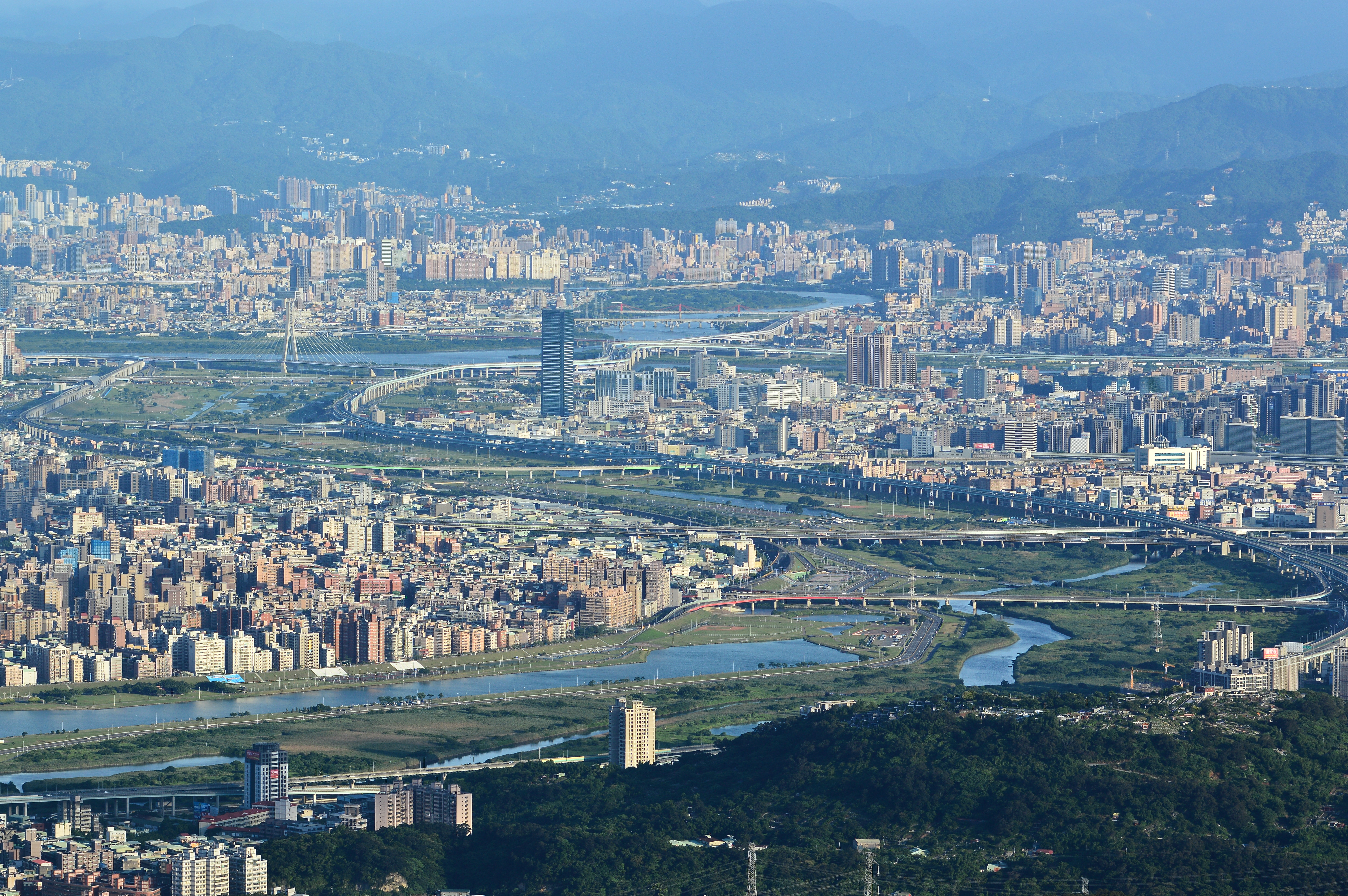
二重疏洪道暨重要橋梁

桃園機場捷運以高架方式經過二重疏洪道三重段東側堤防。

### 抽水站
二重疏洪道之堤防上，於入水口處分設抽水站及水門，以調節水量。
二重疏洪道的抽水站
- 工商路抽水站（豎軸式）
- 五股抽水站（沉水式）
- 洲子洋抽水站（沉水式）
- 頂崁抽水站（豎軸式）
- 鴨母港抽水站（豎軸式）
- 鴨母港二抽水站（豎軸式）
- 化成抽水站（豎軸式）
- 二重抽水站（豎軸式）

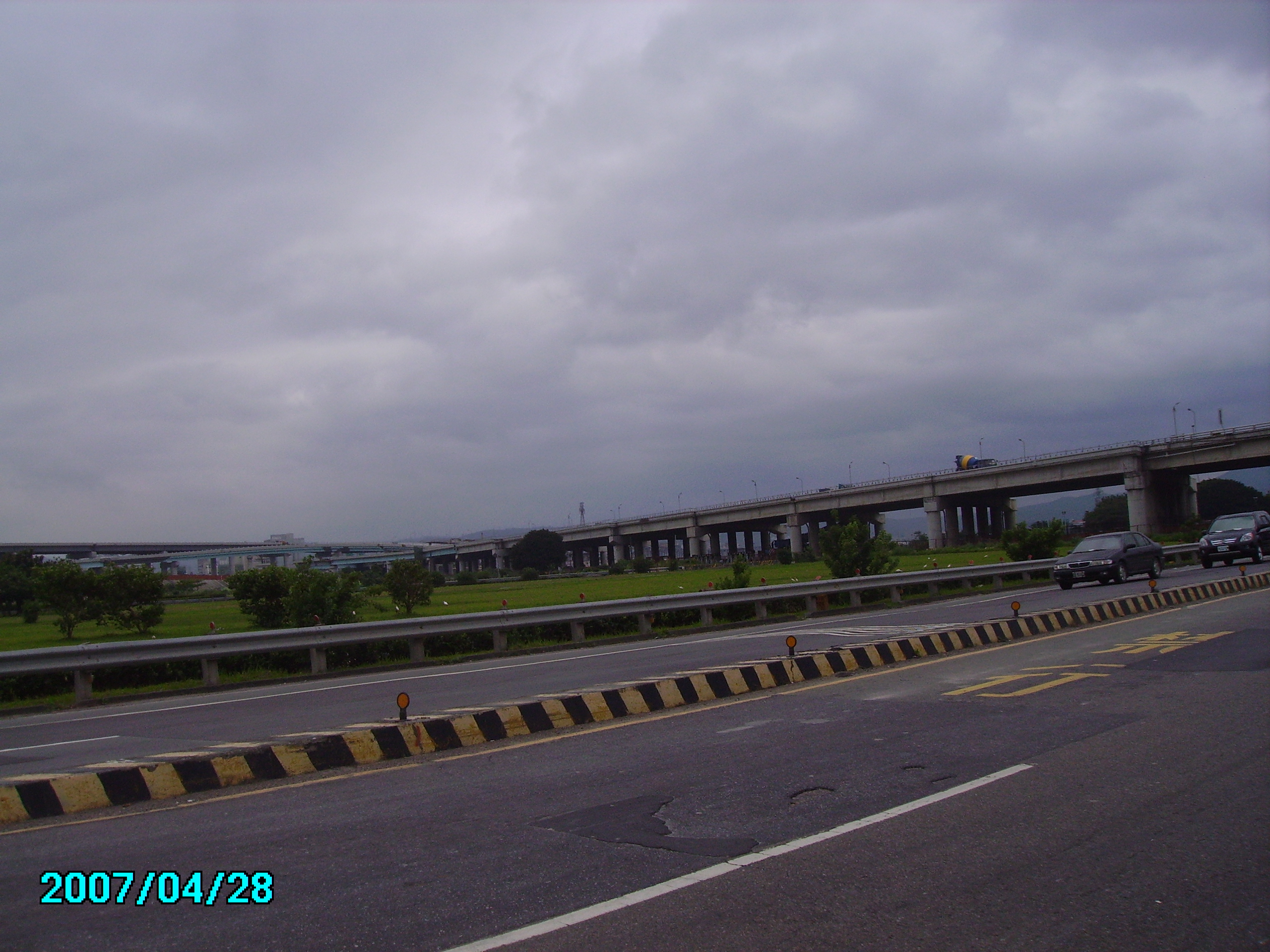
中山橋跨越二重疏洪道
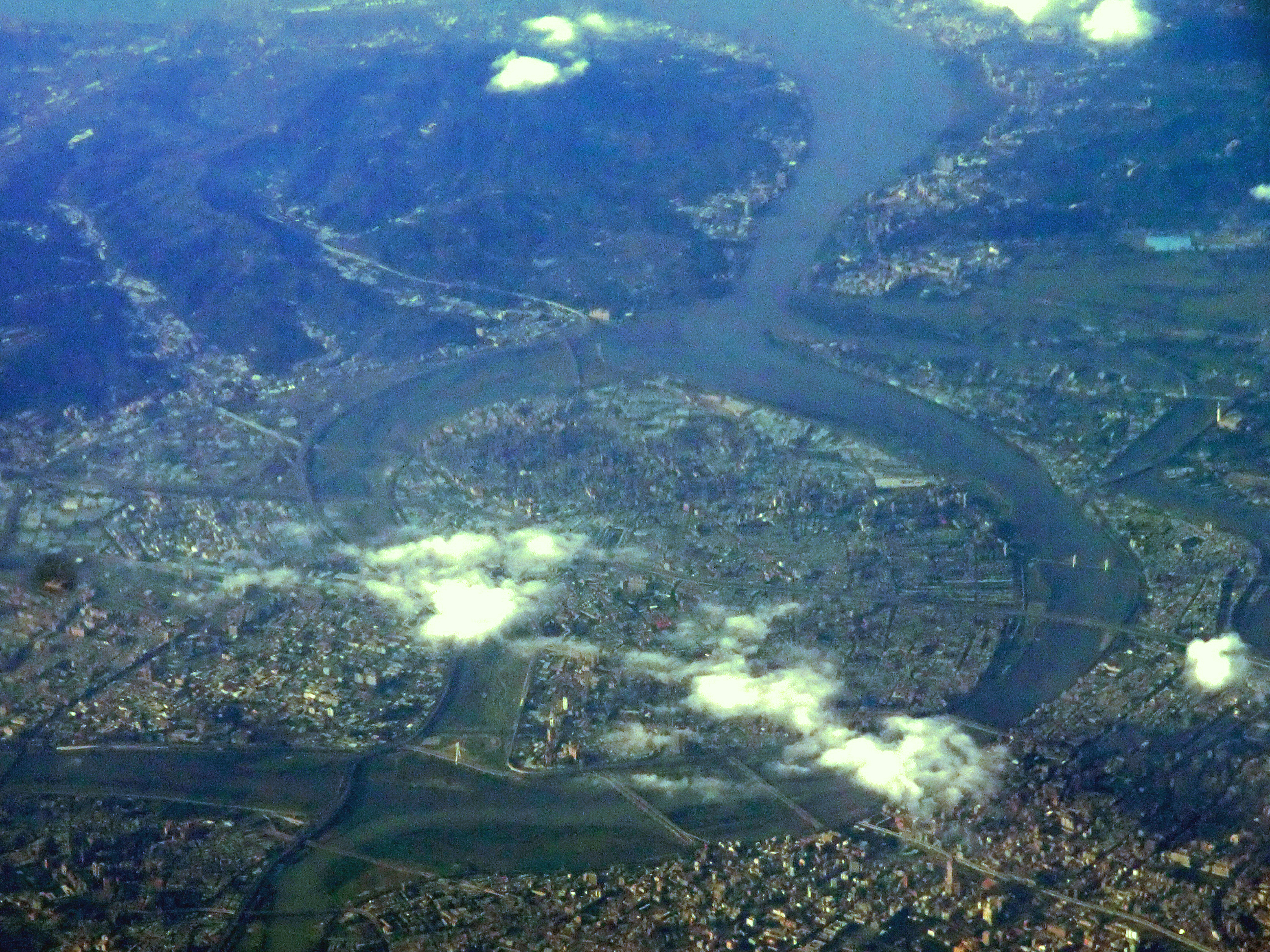
被二重疏洪道（左）及淡水河（右）包圍的蘆洲區與三重區
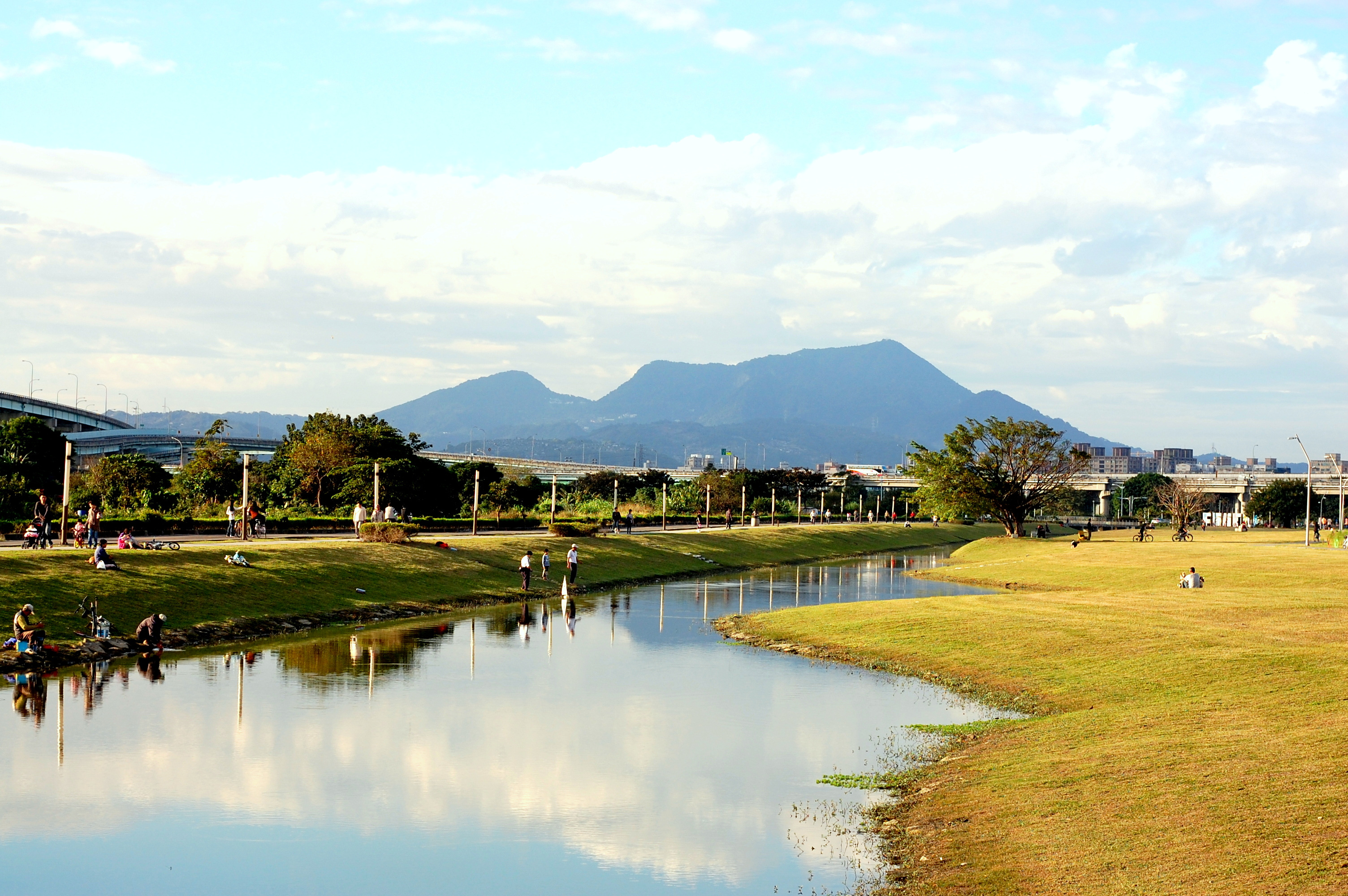
大臺北都會公園

## 未來開發與建設

### 二重疏洪道「秀英花」全面復育計畫
秀英花原名「素馨花」，屬於製作花茶原料，在日治時代在三重蘆洲地區大量種植，提煉香水，與冬茶、春茶製花茶的原料。秀英花是當年三重「水岸花都」的美景代表，還曾是「三重市花」，但後來被向日葵取代。三重社區大學校長劉世偉向經濟部水利署第十河川局爭取，希望大範圍復育並獲得支持，於2017年3月23日踏勘並成立「三蘆香花文史平台」，盼望未來萬頃花田會成為「三重四月雪」。

## 外部連結
- 二重疏洪道入口段疏濬概況（繁體中文）
- 李文吉、李明當（1986）一個村落從地圖上消失...。人間雜誌，第四期，第18－31頁。（繁體中文）
- 微風運河 | 新北市觀光旅遊網（繁體中文）